# Rödingträsket (Fredrika socken, Lappland)
Rödingträsket är en sjö i Åsele kommun i Lappland och ingår i Lögdeälvens huvudavrinningsområde. Sjön har en area på 0,996 kvadratkilometer och ligger 350 meter över havet. Sjön avvattnas av vattendraget Rödingträskbäcken. Vid provfiske har småspigg och öring fångats i sjön.

## Delavrinningsområde
Rödingträsket ingår i det delavrinningsområde (711960-163283) som SMHI kallar för Utloppet av Rödingträsket. Medelhöjden är 366 meter över havet och ytan är 4,96 kvadratkilometer. Räknas de 11 avrinningsområdena uppströms in blir den ackumulerade arean 39,91 kvadratkilometer. Rödingträskbäcken som avvattnar avrinningsområdet har biflödesordning 2, vilket innebär att vattnet flödar genom totalt 2 vattendrag innan det når havet efter 115 kilometer. Avrinningsområdet består mestadels av skog (63 procent) och sankmarker (17 procent). Avrinningsområdet har 1 kvadratkilometer vattenytor vilket ger det en sjöprocent på 20,1 procent.